# 春江花月夜
春江花月夜是陳後主創制的樂府題目，陳後主的作品已經亡佚，現存最早的作品為隋煬帝的兩首春江花月夜，皆為五絕體式。
春江花月夜題下最著名的作品當是唐代诗人张若虚所作的一首七言长篇歌行，也是該诗人现今仅存的两首诗之一，诗名沿用樂府旧题。该诗描绘春天夜晚江畔的景色，词句优美，极富哲理，韵律悠长高远。本诗在唐、宋、元三朝并未受到重视，自明朝李攀龙将其选入《唐诗选》以来声望日隆，清朝王闿运评价其“孤篇横绝，竟为大家”，民国时期闻一多更称之为“诗中的诗，顶峰上的顶峰”。

## 影响
民国时期，有人将琵琶《夕阳箫鼓》改编为二胡、古筝二重奏，亦命名为《春江花月夜》。该诗曾被中国音乐家彭修文改编为民族管弦乐曲，并广为流传。2008年北京奥运开幕式之“礼乐”部分，表演者以昆曲吟唱方式唱出《春江花月夜》首两句“春江潮水连海平，海上明月共潮生”。

## 评价
就目前能查得的資料，该诗最早仅见于北宋《乐府诗集》第四十七卷的清商曲辞吴声歌曲中。之后受到文坛关注则始于明代，李攀龙将其选入《唐诗选》，其后唐汝询《唐诗解》、王夫之的《唐诗评选》、沈德潜的《唐诗别裁》也均选入本诗，清代王闿运更是将其抬升至“孤篇横绝，竟为大家”，这一评述也沿用至今。
闻一多称之为：“对它的所有评论和解析都是亵渎……这是诗中的诗，顶峰上的顶峰。”甚至被认为所有后代诗词皆是它的衍生和支流。对中国古代诗词发展有着无法替代的巨大贡献。

## 研究書目
- 程紀賢：〈論《春江花月夜》的內容與形式〉，載錢林森編：《法國漢學家論中國文學——古典詩詞》（北京：中國農業出版社，2007），頁182-211。